# ジェームズ・E・ウォルシュ

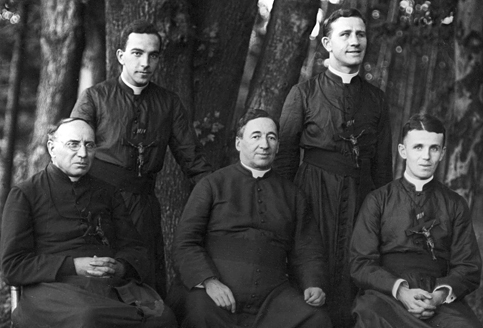
メリノール会の神父（1918年・前列右がウォルシュ）

ジェームズ・E・ウォルシュ（英語：James E. Walsh, 中国語：華理柱、1891年4月30日 - 1981年7月29日）は、メリノール会のアメリカ人カトリック宣教師で、中国の司教である。

## 生涯
1891年4月30日、ウィリアム・E・ウォルシュとマリー・コンカノンの息子として、メリーランド州のカンバーランドで生まれた。彼は9人兄弟の2番目であった。新しいアメリカの修道会であるメリノール会を知るまで、彼は製鉄所で就業時間管理係として働いた。1915年には会の中で2番目に叙階された司祭となり、1918年までに彼と他の3人は、命令により最初の外国への布教で中国に派遣された。1927年の彼が36歳の時に、中国の司教に聖別された。
1936年、ウォルシュ司教は中国を離れてメリノール会を率いるためにアメリカに戻った。1940年11月25日、ウォルシュはジェームズ・ドラウト神父と日本を訪れ、井川忠雄の仲介で、民間の日米交渉に携わった。ローマ教皇庁は特別に彼の中国での任務を望んだので、1948年にはカトリック中央事務局を担当して布教活動の調整をするために中国に戻った。
中国共産党が1949年に権力を掌握するとカトリック聖職者は当局からの統制と圧力を受けることとなり、メリノール会の事務局は1951年に当局により閉鎖された。彼のメリノール会の上長が彼の安否を尋ねた時、「私の年で少しばかりの不自由さに耐えることは何でもない。その上、私は私の信仰する教えで手荒に扱われることにうんざりしている。」と答えた。
ウォルシュも1959年に共産党に逮捕され、禁固20年の判決を受けた。牢獄で12年過ごしたが秘密裏に交渉に訪れていたヘンリー・キッシンジャーの働きもあって、ニクソン訪中を控えた1971年に突然釈放。深圳―羅湖の九広鉄路の鉄橋から香港へ出国した。
1981年7月29日にニューヨークのメリノールで90歳で亡くなった。